# آماریلدو (بازیکن فوتبال برزیلی)
آماریلدو تاوارز دا سیلویرا (به پرتغالی: Amarildo Tavares da Silveira) بازیکن فوتبال در پست مهاجم/هافبک اهل برزیل است که در شهر کامپوس دوس گویتاکس و در تاریخ ۲۹ ژوئیهٔ ۱۹۴۰ به دنیا آمده‌است.

## باشگاهی
آماریلدو در تیم‌های فوتبال فلامینگو ،بوتافوگو، آ. ث. میلان، فیورنتینا، آ. اس. رم و واسکو دوگاما سابقهٔ حضور دارد.